# Die Liebe ist eine Himmelsmacht
Die Liebe ist eine Himmelsmacht ist ein Buch von Jürg Federspiel. Es erschien erstmals 1985 im Suhrkamp Verlag.

## Inhalt
Die Liebe ist eine Himmelsmacht ist eine Sammlung zwölf als Fabeln bezeichneter Kurzgeschichten, die mit einer in kursiver Schrift gesetzten Schlusspointe enden. Den Erzählungen ist der Satz Der heiligen Susanna und den drei erbauenden Beichtväter im Basler Klingental gewidmet vorangestellt.

### Gottes Gebrüder Grimm
Die Erzählung Gottes Gebrüder Grimm ist eine Parodie auf die Schöpfungsgeschichte: Gott möchte sich im Universum ausruhen und hat zu diesem Zweck die Traum GmbH gegründet. Als es auf der Erde zu Gewalt und Blasphemie kommt, entdecken die Engel das Märchen Das eigensinnige Kind. Sie hoffen nun, dass dieses Märchen die Menschen einschüchtert und so für Disziplin sorgt.

### Warum ich liebe
Der Erzähler bezieht sich auf die Erzählung Wie es im Kongo zugeht von Erwin Federspiel. Die Grosseltern des Erzählers unternehmen in jungen Jahren eine Schiffsreise im Kongo. An Bord ist auch ein Affe, der aggressiv wird, sobald er menschliches Lachen hört. Als die Grossmutter lachen muss, kommt es zu Handgreiflichkeiten mit dem Affen, die erst ein herbeigerufener Steward beenden kann.

### Was man auf einer Jacht alles lernen kann
Es wird behauptet, dass ein Jachturlaub bei weitem nicht so angenehm ist, wie es sich Aussenstehende vorstellen. Als die Jachtbesitzer spontan bei einer Feier ins Meer springen, bemerken sie, dass sie vergessen haben vorher die Stricke an der Jacht anzubringen, auf denen sie wieder hereinklettern können.

### Ein Umweg nach Bologna
Robert Kramer, ein Frühpensionär, wird auf der Strasse von einer Person auf den Kopf geschlagen. Er behauptet, dass es ein Italiener gewesen sein muss, hat mit seiner Frau zum ersten Mal seit der Hochzeit intensiven Geschlechtsverkehr, lernt italienisch und wandert schliesslich nach Italien aus. In Italien heiratet er eine Einheimische und nennt sich fortan Roberto.

### Den Nagel auf den Kopf getroffen
Ein pensionierter Förster hat sich in seinem Haus zurückgezogen und wird eines Tages ermordet, indem seine Frau ihm einen Nagel in den Kopf schlägt. Da die Witwe das Grab nicht pflegte, wurde es nach einigen Jahren geöffnet. Dort entdeckt man den inzwischen verrosteten Nagel im Schädel der Leiche und verhaftet die Witwe wegen Mordes.

### Jan Landons Obstgarten
Jan Landon wird wegen Vergewaltigung verurteilt und kommt ins Gefängnis. Als er wieder entlassen wird, führt er ein sexuell enthaltsames Leben und arbeitet in einem Obstgarten. Eines Tages betrinkt er sich mit dem Pfarrer, dieser gesteht ihm, dass im Dorf jeder Kinder missbrauche. Nachdem der Pfarrer am nächsten Tag seinen Rausch ausgeschlafen hat, ist er entsetzt, welche Verleumdungen Jan Landon über die Dorfbewohner erzählt. Landon wird wieder verhaftet und stirbt im Gefängnis an einer vergifteten Aprikose.

### Der glückliche Psychiater
Der Psychiater Dr. Elch behandelt die Masochisten Frau Esel. Er verprügelt sie, verlangt von ihr das doppelte Honorar und wird schnell reich. Eines Tages gesteht Esel dem Psychiater, dass sie sich in ihn verliebt habe und er bei ihr einziehen könne. Da sich der Arzt eine Sehnenscheidenentzündung zugezogen hat, kann er seine Frau nicht mehr schlagen. Diese entdeckt in Elchs Büchern, dass Masochismus und Sadismus austauschbar sind, worauf sie Elch schlägt und von ihm Geld verlangt, bis dieser sich verschuldet und die Ehe geschieden wird. Elch heuert nun in einem Hotel an und nützt die Gäste aus. Als er dadurch zu Reichtum kommt, lässt er seine Mutter von einem Killer hinrichten. Er gesteht diese Tat bei einem Psychiater und stirbt dort postwendend als glücklicher Mann.

### Epitaph auf einen Japaner
Der Erzähler lernt in Nizza den Japaner Toshimo Kobayashi kennen. Dieser fotografiert viele Gegenstände, wie die Bouillabaisse-Schüsseln. Diese fotografiert er besonders detailliert. Es stellt sich später heraus, dass Kobayashi ein professioneller Photograph ist und auch seinen Selbstmord durch Seppuku in Bildern festgehalten hat.

### Eine Fabel für die Kinder von Linken und Managern
Ein Manager hält vor der Werkstatt eines Schuhmachers und bittet diesen, drei Löcher in dessen Gürtel zu stanzen, er werde dafür jeden Preis zahlen. Dabei verwandelt sich der Manager in eine Fee und bittet ihn das nächste Mal innerhalb einer Woche 77 Schuhe herzustellen, sie werde auch dafür jeden Preis zahlen. Der Schuhmacher arbeitet darauf eifrig und stirbt nach dem 68. Schuh an Erschöpfung.

### Eine neue Jugendbewegung und ihr Ende
Der Junge Louis hat hässliche Eltern und gibt diesen als sechzehnjähriger Mitschuld an seinem Misserfolg beim anderen Geschlecht. Als er siebzehn Jahre alt wird, lassen sich die Eltern ihre Gesichter operieren. Louis kritisiert seine Eltern und beginnt, stolz auf seine Hässlichkeit zu sein und heiratet später eine Frau aus den Philippinen.

### Das letzte Känguru
Im Jahre 1999 bringt der Australier Schultz das letzte Känguru von Australien nach New York. Die Menschheit hatte zu dieser Zeit bereits alle Tiere, ausser den Hunden ausgerottet, die Menschen assen fortan Algen und Menschenfleisch. Schultz erklärte das letzte Känguru zum Gott und erlaubte es den Menschen fortan Hundefleisch zu essen. Als auch die Hunde ausgerottet waren, entlässt Schultz das Känguru in die Freiheit und erschiesst sich.

### Die Liebe ist eine Himmelsmacht
Im Jahre 1992 landen Ausserirdische auf der Erde und unterwerfen sie. Die Menschen sind inzwischen mehrheitlich Analphabeten, was die Ausserirdischen so entsetzt, dass sie diesen Planeten wieder verlassen.

### Ausgaben
- Jürg Federspiel: Die Liebe ist eine Himmelsmacht. Suhrkamp, Frankfurt am Main 1985 (Erstausgabe)